# Tom Taylor
Thomas Sylvester "Tom" Taylor (4 tháng 12 năm 1880 – 15 tháng 8 năm 1945) là một cầu thủ bóng đá nghiệp dư người Canada thi đấu tại Thế vận hội Mùa hè 1904.
Ông sinh ra tại Ontario. Năm 1904 ông là thành viên đội Galt F.C., giành huy chương vàng môn bóng đá Nam. Ông chơi cả hai trận ở vị trí tiền đạo và ghi ba bàn thắng.